# Abetzdorf
Abetzdorf ist ein Dorf in der Gemeinde Kematen an der Ybbs in Niederösterreich.

## Geografie
Das Dorf befindet sich nördlich von Kematen an der Ybbs und ist über die Weyerer Straße erreichbar.

## Geschichte
Im Jahr 1822 wurde der Ort als Dorf mit 11 Häusern genannt, das nach Aschbach eingepfarrt war; auch die Kinder wurden in Aschbach eingeschult. Die Ortsobrigkeit besaß die Herrschaft Waidhofen an der Ybbs, der auch die Landgerichtsbarkeit oblag. Die Konskription führte die Herrschaft Aschbach durch. Die Herrschaften Waidhofen, Aschbach, Freydegg, Kröllendorf Haagberg. Freysitz, Edla und Sooß verfügten im Ort über Untertanen und Grundholden.
Im Jahr 1938 waren laut Adressbuch von Österreich in Abetzberg drei Landwirte ansässig. Abetzdorf war bis zum Zusammenschluss mit Kematen an der Ybbs ein Teil der Gemeine Niederhausleiten an der Ybbs.